# Сун Дунлунь
Сун Дунлунь (28 квітня 1991) — китайська ватерполістка.
Учасниця Олімпійських Ігор 2012 року.
Призерка Чемпіонату світу з водних видів спорту 2011 року.
Переможниця літньої Універсіади 2011 року.